# The Basement Demos
The Basement Demos è il terzo album degli Unruly Child, uscito nel 2002. È una raccolta di demo risalenti alla prima metà degli anni '90 con l'aggiunta di quattro tracce inedite: Undefeated, Down The Road, Live Without Love e True Love.

## Tracce
1. On The Rise
2. Rock Me Down Nasty
3. To Be Your Everything
4. Lay Down Your Arms
5. Is It Over
6. Let's Talk About Love
7. Long Hair Woman
8. Forever
9. Live In The Night
10. Unruly Child
11. Undefeated
12. Down The Road
13. Still Believe
14. The Man Inside
15. Live Without Love
16. True Love

## Formazione
- Marcie Free - voce
- Bruce Gowdy - chitarra
- Larry Antonino - basso
- Jay Schellen - batteria
- Guy Allison - tastiera